# Liên mạng
Liên mạng (tiếng Anh: internetwork hoặc viết gọn thành internet) là hai hay nhiều mạng máy tính nối với nhau bằng các thiết bị Gateway cung cấp một phương thức phổ thông để định tuyến các gói thông tin giữa các mạng. Các thiết bị định tuyến có nhiệm vụ hướng dẫn giao thông dữ liệu theo đường đúng (trong số một số các đường có thể) đi qua liên mạng để tới đích. Kết quả của hệ thống các mạng kết nối với nhau được gọi là liên mạng, hoặc chỉ đơn giản là internet,
(Một số người đã nhầm lẫn khi gọi việc liên kết các mạng với nhau bằng các cầu (bridge) là liên mạng. Thực ra hệ thống đó chỉ là kết nối của các mạng con và việc gửi dữ liệu qua nó không đòi hỏi các giao thức liên mạng, chẳng hạn giao thức IP).
Ban đầu, liên mạng là một cách để kết nối các kiểu công nghệ mạng khác nhau. Nhưng rồi nó đã trở nên phổ biến rộng rãi qua sự phát triển của nhu cầu kết nối hai hoặc nhiều mạng cục bộ với nhau thành một dạng mạng diện rộng. Hiện nay, định nghĩa của liên mạng bao hàm cả việc kết nối các mạng máy tính thuộc các kiểu khác, chẳng hạn các mạng cá nhân PAN.
Internet chính là ví dụ thực tế nổi tiếng nhất của liên mạng. Đó là một mạng gồm các mạng chạy nhiều giao thức bậc thấp khác nhau, được thống nhất bởi một giao thức liên mạng - giao thức IP.
Giao thức IP chỉ cung cấp một dịch vụ chuyển gói tin không đáng tin cậy qua một liên mạng. Để gửi dữ liệu một cách đáng tin cậy, các ứng dụng phải sử dụng một giao thức tầng Giao vận, chẳng hạn giao thức TCP, giao thức này cung cấp một dòng đáng tin cậy (reliable stream). (Thuật ngữ không đáng tin cậy ở đây không có nghĩa là IP không đáng tin cậy, mà là nó gửi các gói tin mà không liên lạc và thiết lập một kết nối với máy đích từ trước. Dịch vụ đáng tin cậy thì làm ngược lại). Do TCP là giao thức giao vận được sử dụng rộng rãi nhất, người ta thường gọi TCP và IP liền nhau là "TCP/IP". Một số ứng dụng thường sử dụng một giao thức giao vận đơn giản hơn (giao thức UDP) cho các nhiệm vụ không đòi hỏi việc gửi dữ liệu một cách tuyệt đối đáng tin cậy, chẳng hạn như video streaming.